# Луговцова, Татьяна Васильевна
Татьяна Васильевна Луговцова (Никифоровская) — советский хозяйственный и политический деятель.

## Биография
Родилась в 1918 году в деревне Кицково. Член КПСС.
Окончила Ленинградский институт текстильной и легкой промышленности имени С. М. Кирова.
Участник Великой Отечественной войны: участница оборонных работ под Лугой, освобожденный комсорг 5-го батальона МПВО Куйбышевского района.
В 1943—1950 гг. — инструктор по пропаганде и агитации, секретарь Куйбышевского райкома ВЛКСМ города Ленинграда, секретарь Ленинградского горкома ВЛКСМ.
В 1950—1960 гг. — инженерный и руководящий работник на Ленинградской ткацко-красильной фабрике им. А. И. Желябова, секретарь парткома комбината «Советская звезда».
В 1960—1965 гг. — первый секретарь Ленинского райкома КПСС города Ленинграда.
В 1965—1974 гг. — заведующая отделом легкой и пищевой промышленности Ленинградского горкома КПСС.
Делегат XXII съезда КПСС.
В 2018 году отметила 100-летний юбилей.
Умерла в Санкт-Петербурге после 2018 года.

## Награды
- Орден Трудового Красного Знамени (1966, 25.08.1971)
- Орден Знак Почёта (28.10.1948, 22.06.1957)